# Мери Вулстонкрафт
Мери Вулстонкрафт (енгл. Mary Wollstonecraft; Спајталфилдс, 27. април 1759 — Лондон, 10. септембар 1797) била је британска књижевница, филозофкиња и рана феминисткиња.
Данас се сматра једном од оснивача феминизма као идеје јер су први феминистички филозофи њена мишљења и ставове узимали као пример, а разне феминистичке организације често наводе њен живот и дела као важан утицај.
Њено рано дело Размишљање о образовању кћери (1787) најавило је каснији рад и дело у којем ће се бавити положајем жена у друштву. Написала је неколико романа, есеја и дечјих књига, а најпознатија је по делу Одбрана права жена (1792), које се сматра њеним најважнијим радом. Такође, битан допринос је дала и делом Одбрана права мушкараца (1790), као и критиком памфлета Едмунда Берка о Француској револуцији.
Нешто касније, Вулстонкрафтова је тврдила да се карактер жене формира под утицајем образовања (односно недостатка образовања) које контролишу мушкарци те да је брак легализована проституција. Залагала се за друштвени поредак заснован на разуму и који је неоптерећен било каквим празноверјем или предрасудама. Одбрана права жена сматра се најбитнијим феминистичким текстом 18. века. Мери Вулстонкрафт се залагала за једнак приступ образовању за жене. Иако се данас на то гледа као на либерални аргумент, а она се сматра зачетницом либералног феминизма, у време када је текст писан, овај захтев је био један од радикалнијих.
Вулстонкрафтова је била у браку са филозофом Вилијамом Годвином, истакнутим атеистом и родоначелником анархистичког покрета, а позната је и као мајка Мери Шели, ауторке романа Франкенштајн или модерни Прометеј. Убрзо након што је родила ћерку, Мери Вулстонкрафт је умрла од породиљске грознице.

## Живот и рад
Вулстонкрафт је рођена 27. априла 1759. године у Лондону, као друго од седморо деце у породици пољопривредника Едварда Џона Вулстонкрафта и његове жене Елизабет Диксон. Још од детињства породица се стално селила с једног места на друго. Као последица тога, Мери је била лоша у школи. Још као девојчица се заузимала за равноправно образовање жена. Са 19 година постаје радница у једном домаћинству у Бату. Ту ради од 1778. до 1779., након чега се вратила кући како би бринула о њеној мајици која је била на самрти. Након тога оснива, заједно са својим сестрама, приватну школу у којој предаје до 1786.
У децембру 1785. путује за Лисабон, на позив своје најбоље пријатељице Фени Блад, да би јој помогла при порађају. Када је Фени умрла током порођаја то је емотивно доста утицало на Мери. Фани је касније била инспирација за Мерин први роман Мери: фикција, из 1788. године. Кад се у јануару 1786. вратила у Лондон, затекла је своју приватну школу на рубу стечаја. Школу су у њеној одсутности водиле њене сестре. Да би платила дугове њени пријатељи јој помажу и она постаје гувернанта ћерке англо-ирске породице у Ирској. Искуства која је доживела за годину дана колико је радила овај посао је објединила у њеној јединој књизи за децу, Оригиналне приче из стварног живота, из 1788. године. Године 1787., мења посао гувернанте, али је у исто време већ објавила свој први роман Мери: фикција, те је располагала с довољно новца да себи приушти мали стан у Лондону. Посао напушта због своје радикалне идеје да започне каријеру аутора, али је у то време ретко која жена могла да се изражава писањем. Преко Џозефа Џохансона, свог издавача, упознаје 1790. швајцарског писца и сликара Хенрија Феслија с којим је имала своју прву везу. Веза није дуго идржала, јер је Фесли био ожењен. Она је чак предложила и платонски живот са Фуселијем и његовом женом, али је његова жена била згрожена том идејом и он је прекинуо везу са Мери.
Већина раних Вулстонкрафтових радова је о образовању; она је саставила антологију књижевних извода „за побољшање младих жена“ под насловом The Female Reader и превела је два дечја дела, Young Grandison Марије Гертруиде ван де Веркен де Камбон и Елементи морала Кристијана Готилфа Салцмана . Њени сопствени списи су се такође бавили том темом. У својој књизи о понашању Thoughts on the Education of Daughters (1787) и књизи за децу Original Stories from Real Life (1788), Вулстонкрафт се залаже за образовање деце у настајању етоса средње класе: самодисциплина, поштење, штедљивост и друштвено задовољство. Обе књиге такође наглашавају важност подучавања деце разуму, откривајући Вулстонкрафтов интелектуални дуг према образовним погледима филозофа из седамнаестог века Џона Лока. Међутим, истакнутост коју она придаје религиозној вери и урођеном осећању разликује њено дело од његовог и повезује га са дискурсом сензибилитета популарним крајем осамнаестог века. Оба текста такође се залажу за образовање жена, што је била контроверзна тема у то време и којој ће се враћати током своје каријере, посебно у A Vindication of the Rights of Woman. Волстонкрафт тврди да ће добро образоване жене бити добре супруге и мајке и на крају позитивно допринети нацији.
Мерина слава се касније проширила преко енглеског канала и када је француски државник Шарл Морис посетио Лондон 1792. године, он је посетио и Мери, где је она током састанка тражила да се француским девојчицама да исто право на образовање које је француским дечацима нудио нови режим у Француској након Француске револуције.
Исте године, у децембру је Мери отишла у Париз, када су Британија и Француска биле на ивици рата, а пријатељи су јој саветовали да не иде. 26. децембра је Мери видела бившег краља Луја XVI ког воде на суђење пред Народну скупштину и на њено велико изненађење, како је касније записала то открила је како сузе неосетно теку из њених очију, када је видела Луја како седи, са више достојанства него што је очекивала од њеног карактера, у кочији која иде у сусрет смрти.
Пре одласка у Француску Мери је написала дело Одбрана права мушкараца, као одговор на чланак Одрази револуционарне Француске ирског државника Едмунда Берка, у ком он брани уставну монархију, аристократију и енглеску цркву, али и напада пријатеља Волстонкрафтове, Ричарда Прајса из Унитарне цркве.
Мери је напала, не само монархију и наследне привилегије, већ и језик који је Бурк употребио да их брани. У познатом пасусу у Одразима, Бурк је рекао: ,,Мислио сам да ће десет хиљада мачева полетети из својих корица да се освете чак и погледу који би јој запретио – али доба каваљерства је готово”, мислећи притом на Марију Антоанету, француску краљицу која је гиљотинирана за време француске револуције.
Већина његових следбеника осећала је сажаљење због краљице, а које је било на рачун грађана. Мери је била јединствена у свом нападу на Бурков сексистички тон. Редефинишући термине ,,узвишен” и ,,леп”, које је први описао сам Бурк у делу ,,Филозофско преиспитивање наших идеја о лепом и узвишеном” (1756.), нарушила је његове аргументе, али и сам језички израз. Бурк је повезивао лепоту са слабошћу и женственошћу, а узвишеност са мужевношћу и снагом. Мери окреће ове дефиниције против нега, тврдећи да хиперболисан опис његове визије претвара његове читатељке, које махом припадају грађанској класи, у слабиће који иду како ветар дува. У својој првој феминистичкој критици, за коју многи тврде да је и даље непревазиђена у својим аргументима, Волстонкрафтова урушава Буркову одбрану друштвене неједнакости засновану на пасивности жена.
Француска је објавила рат Британији у фебруару 1793. године и тад је Мери покушала да напусти Француску и упути се у Швајцарску, али јој је дозвола одбијена. Убрзо на власт долази Комитет јавног спаса у чијем саставу су доминирали јакобинци, који је успоставио тоталитарни режим који је почео да мобилише Француску за тотални рат.
У то време живот за странце у Француској је постао веома тежак и морали су да имају боравишне дозволе и били су стављани под полицијски надзор. У Паризу је упознала и заљубила се у Гилберта, америчког авантуристу. Она је била увређена односом јакобинаца према женама јер су одбили да дају женама једнака права и јасно ставили до знања да жене требају да се прилагоде Жак Русоовом идеалу жене као мушком помагачу.
Убрзо су почела свакодневна хапшења у време владавине терора, па је и Мери била сумњива као британска држављанка и пријатељица неких жирондинаца, политичке групе проглашене за непријатеља државе. 31. октобра 1793. године већина жирондинских вођа је ухапшена и убијена. У то време Мерин љубавник Гилберт је користио британску блокаду Француске, која је изазвала несташице и инфлацију, па је он унајмљивао бродове да довозе храну и сапун из Америке и тако избегао британску краљевску морнарицу. Тако је задобио поштовање неких јакобинаца, осигуравајући како се он надао слободу током њиховог терора. Да би заштитио Мери од хапшења он је дао лажну изјаву америчкој амбасади у Паризу да је оженио Мери, чиме је она аутоматски постала америчка држављанка.
Убрзо након тога је Мери остала трудна и 14. маја 1794. године родила своје прво дете Фани, дајући јој име у знак сећања на преминулу пријатељицу. Временом је Гилберт постао незадовољан са Мери и убрзо је почео да се удаљава од ње и на крају је напустио. У јулу 1794. године Мери је поздравила пад јакобинаца, предвиђајући да ће након тога бити обновљена слобода штампе у Француској, а у априлу следеће године Мери напушта Француску и враћа се кући.
Након тога је јакобински режим описивала као владавину терора, али је истовремено тврдила да је револуција велико достигнуће. У Лондону је више пута покушала да обнови везу са Гилбертом, али безуспешно. Тад је покушала да се убије скоком у реку Темзу, али је један пролазник видео и спасао је.
Након тога се постепено вратила свом књижевном животу и убрзо се упустила у љубавну везу са Вилијамом Годвином, романописцем и филозофом. Када је затруднела они су се венчали.

### Смрт
Она је 30. августа 1797. године родила своју другу ћерку. Иако се у почетку чинило да је порођај прошао како треба Мери је добила породиљску грозницу која је била честа појава у 18. веку, али у највећем броју случајева и фатална.
После неколико дана Мери је умрла од сепсе 10. септембра. Годвин је био скрхан болом, а преживелу ћерку је назвао Мери, по мајици. Сахрањена је у црквеном дворишту цркве Светог Панкраса, где на њеном надгробном споменику пише ’’Мери Вулстонкрафт Годвин, ауторка Отврдњавања права жене, рођена 27. априла 1759, умрла 10. септембра 1797.’’
1851. године, Мерин унук, Сер Перси Шели је пренео њене посмртне остатке у његову породичну гробницу и цркву Светог Петра у Борнмунту.

## Наслеђе
Вулстонкрафт као историјска личност носи оно што је научница Кора Каплан 2002. означила као 'радознало' наслеђе које је еволуирало током времена: „за аутора-активисту вешту у многим жанровима ... све до последњих четврт века о њеном животу се читало много пажљивије од њеног књижевног дела.“ После разорног ефекта Годвинових Мемоара, Вулстонкрафтова репутација је била у расулу скоро цео век. Други романописци као што су Мери Хејс, Шарлот Смит, Фани Барни и Џејн Вест створили су њој сличне фигуре, да би својим читаоцима дали „моралну лекцију“ (Хајс је био близак пријатељ и помогао је њеном неговању на самрти.)
Насупрот томе, постојао је један писац из генерације после Вулстонкрафтове који очигледно није делио осуђујуће ставове својих савременика. Џејн Остин је никада није поменула по имену, али неколико њених романа садржи позитивне алузије на Вулстонкрафтовино дело. Америчка књижевница Ен К. Мелор наводи неколико примера. У Понос и предрасуда, изгледа да је господин Викам заснован на врсти човека за кога је Волстонкрафт тврдила да стаајаће војске креирају, док саркастичне примедбе протагонисткиње Елизабет Бенет о „женским достигнућима“ блиско одражавају Вулстонкрафтову осуду ових активности. Равнотежа коју жена мора да успостави између осећања и разума у Sense and Sensibility следи оно што је Волстонкрафтова препоручила у свом роману Мери, док морални еквивалент који је Остин повукла у Менсфилд парку између ропства и третмана жена у друштву код куће прати један од Вулстонкрафтових омиљених аргумената. У Под туђим утицајем, Остин карактеризација Ен Елиот (као и њену покојну мајку) као боље квалификоване од њеног оца за управљање породичним имањем такође одражава тезу Волстонкрафта.
Научница Вирџинија Сапиро наводи да је мало људи читало Вулстонкрафтова дела током деветнаестог века јер су „њени нападачи имплицирали или изјавили да ниједна жена која поштује себе неће читати њен рад“. (Ипак, како Крациун истиче, нова издања Rights of Woman појавила су се у Великој Британији 1840-их и у САД 1830-их, 1840-их и 1850-их.) Ако је читалаца било мало, онда су многи били инспирисани; један такав читалац била је Елизабет Барет Браунинг, која је читала Права жене са 12 година и чија је песма Аурора Ли одражавала Вулстонкрафтов непоколебљив фокус на образовање. Лукреција Мот, квекерска свештеница, и Елизабет Кејди Стентон, Американке које су се среле 1840. на Светској конвенцији против ропства у Лондону, откриле су да су обе читале Вулстонкрафт и сложиле су се око потребе (оног што је постало) за Конвенција у Сенека Фолсу, утицајни састанак о правима жена одржан 1848. године. Још једна жена која је читала Волстонкрафт била је Џорџ Елиот, ауторка бројних рецензија, чланака, романа и превода. Године 1855. посветила је есеј улогама и правима жена, упоређујући Волстонкрафт и Маргарет Фулер. Фулер је била америчка новинарка, критичарка и активисткиња за женска права која је, попут Волстонкрафт, путовала на континент и била укључена у борбу за реформу (у овом случају, Римске републике 1849.) — и родила је дете од мушкарца без удавши се за њега. Вулстонкрафтове дечије приче адаптирала је Шарлот Мери Јонг 1870.
Вулстонкрафтово дело је поново постало актуелно са успоном покрета за право гласа жена у Уједињеном Краљевству. Први покушај рехабилитације значаја опуса био је 1879. објављивањем Вулстонкрафтових Letters to Imlay, са уводним мемоарима Чарлса Кегана Пола. Затим је објављена њена прва целовита биографија, коју је написала Елизабет Робинс Пенел; објављен је 1884. као део серије издања издравача браће Робертс о познатим женама. Милисент Герет Фосет, суфражеткиња и каснија председница Националне уније женских друштава за право гласа, написала је увод у стогодишње издање (тј. 1892.) Rights of Woman; прогласило ју је за прамајку борбе за гласање. До 1898. Вулстонкрафт је била тема прве докторске тезе и књиге која је настала
Са појавом модерног феминистичког покрета, жене које су биле политички различите једна од друге попут Вирџиније Вулф и Еме Голдман прихватиле су животну причу Вулстонкрафт. До 1929. Вулф је описала Вулстонкрафт – њено писање, аргументе и „експерименте у животу” – као бесмртне: „она је жива и активна, расправља и експериментише, чујемо њен глас и пратимо њен утицај чак и сада међу живима”. Други су, међутим, наставили да осуђују Вулстонкрафтов начин живота. Биографија објављена 1932. реферише се на недавна прештампавања њених дела, која укључују нова истраживања, и на „студију“ из 1911. године, драму из 1922. и другу биографију из 1924. Интересовање за њу никада није потпуно замрло, са биографијама у пуној дужини 1937. и 1951.
Са појавом феминистичке критике у академским круговима 1960-их и 1970-их, Вулстонкрафтови радови су се вратили на значај. Њихово богатство одражавало је богатство другог таласа самог северноамеричког феминистичког покрета; на пример, почетком 1970-их, објављено је шест главних биографија Вулстонкрафтове које су представиле њен „страствени живот у супротности са [њеним] радикалним и рационалистичким планом“. Феминистичко уметничко дело The Dinner Party, први пут изложено 1979. године, представља и место за Вулстонкрафт.
Њен рад је такође утицао на феминизам ван академских кругова. Ајан Хирси Али, публициста на политичке теме и бивши муслиман који је критичан према исламу, цитирала је права жена у својој аутобиографији Infidel и написала да је „инспирисана Мери Вулстонкрафт, пионирком феминостичке мисли која говори женама да имају исту способност расуђивања као мушкарци и да заслужују иста права“. Британска списатељица Кејтлин Моран, ауторка бестселера How to Be a Woman, описала је себе као „пола Вулстонкрафт“ за Њујоркер. Такође је више инспирисала. Нобеловац Амартја Сен, индијски економиста и филозоф који је први идентификовао нестале жене у Азији, више пута се ослања на њен рад у књизи The Idea of Justice.
Године 2009. Краљевска пошта је изабала Вулстонкрафтову за издавање комеморативних поштанских марака „Еминентни Британци“. Неколико плоча је постављено у част Волстонкрафту. Комеморативна скулптура, Скулптура за Мери Вулстонкрафт ауторке Меги Хемблинг, је откривена је 10. новембра 2020; критикован је због свог симболичког приказа, а не живог приказа Вулстонкрафта, за који су коментатори сматрали да представља стереотипне представе о лепоти и смањењу жена. У новембру 2020. објављено је да Тринити колеџ у Даблину, чија је библиотека раније садржала четрдесет бисти, све мушкараца, поручила четири нове бисте жена, од којих ће једна бити биста Волстонкрафт.

## Дела
- Thoughts on the Education of Daughters (1787)
- Mary: A fiction (1788)
- Original Stories from Real Life (1788)
- Of the Importance of Religious Opinions (1788)
- The Female Reader (1789)
- Young Grandison (1790)
- Elements of Morality (1790)
- A Vindication of the Rights of Men (српски. „Одбрана права мушкараца“) (1790)
- A Vindication of the Rights of Woman (српски. „Одбрана права жена“) (1792)
- An Historical and Moral View of the French Revolution (1794)
- Letters Written during a Short Residence in Sweden, Norway and Denmark (1796)

### Постхумно објављена дела
- The Cave of Fancy (1798)
- Maria, or The Wrongs of Woman (1798)
- Letters to Imlay (1798)
- Letters on the Management of Infants (1798)
- Lessons (1798)
- On Poetry and our Relish for the Beauties of Nature (1798)

### Примарни радови
- Butler, Marilyn, ур. (2002). Burke, Paine, Godwin, and the Revolution Controversy. Cambridge: Cambridge University Press. ISBN 978-0-521-28656-5.
- Wollstonecraft, Mary (2003).  Janet Todd, ур. The Collected Letters of Mary Wollstonecraft. New York: Columbia University Press. ISBN 978-0-231-13142-1.
- Wollstonecraft, Mary (1989). The Complete Works of Mary Wollstonecraft. Ed. Janet Todd and Marilyn Butler. 7 vols. London: William Pickering. ISBN 978-0-8147-9225-4.
- Wollstonecraft, Mary (1997). The Vindications: The Rights of Men and The Rights of Woman. Eds. D.L. Macdonald and Kathleen Scherf. Toronto: Broadview Press. ISBN 978-1-55111-088-2.
- Wollstonecraft, Mary (2005), „On the pernicious effects which arise from the unnatural distinctions established in society”,  Ур.: Cudd, Ann E.; Andreasen, Robin O., Feminist theory: a philosophical anthology, Oxford, UK; Malden, Massachusetts: Blackwell Publishing, стр. 11—16, ISBN 978-1-4051-1661-9.

### Биографије
- Franklin, Caroline (2004). Mary Wollstonecraft: A Literary Life. Springer. ISBN 978-0-230-51005-0.
- Flexner, Eleanor (1972). Mary Wollstonecraft: A Biography. New York: Coward, McCann and Geoghegan. ISBN 978-0-698-10447-1.
- Godwin, William (2001).  Pamela Clemit; Gina Luria Walker, ур. Memoirs of the Author of a Vindication of the Rights of Woman. Peterborough: Broadview Press Ltd. ISBN 978-1-55111-259-6.
- Gordon, Charlotte (2015). Romantic Outlaws: The Extraordinary Lives of Mary Wollstonecraft and Mary Shelley. Great Britain: Random House. ISBN 978-0-8129-9651-7.. The book's website.
- Gordon, Lyndall (2005). Vindication: A Life of Mary Wollstonecraft. Great Britain: Virago. ISBN 978-1-84408-141-7.
- Hays, Mary. "Memoirs of Mary Wollstonecraft". Annual Necrology (1797–98): 411–60.
- Jacobs, Diane (2001). Her Own Woman: The Life of Mary Wollstonecraft. US: Simon & Schuster. ISBN 978-0-349-11461-3.
- Paul, Charles Kegan. Letters to Imlay, with prefatory memoir by C. Kegan Paul. London: C. Kegan Paul, 1879. Letters to Imlay, with prefatory memoir by C. Kegan Paul. 1879.
- Pennell, Elizabeth Robins (1884). Life of Mary Wollstonecraft. Boston: Roberts Brothers.
- St Clair, William (1989). The Godwins and the Shelleys: The biography of a family. New York: W.W. Norton and Co. ISBN 978-0-8018-4233-7.
- Sunstein, Emily (1975). A Different Face: the Life of Mary Wollstonecraft. Boston: Little, Brown and Co. ISBN 978-0-06-014201-8.
- Todd, Janet (2000). Mary Wollstonecraft: A Revolutionary Life. London: Weidenfeld & Nicolson. ISBN 978-0-231-12184-2.
- Tomalin, Claire (1992). The Life and Death of Mary Wollstonecraft. New York: Penguin. ISBN 978-0-14-016761-0.. Rev. ed. 1974.
- Wardle, Ralph M. (1951). Mary Wollstonecraft: A Critical Biography. Lincoln: University of Nebraska Press.

### Други секундарни радови
- Callender, Michelle Callander, Michelle (јесен 2000). „The grand theatre of political changes ": Marie Antoinette, the republic, and the politics of spectacle in Mary Wollstonecraft's An historical and moral view of the French revolution”. European Romantic Review. 11 (4): 375—92. doi:10.1080/10509580008570120.from. ,.
- Conger, Syndy McMillen (1994). Mary Wollstonecraft and the Language of Sensibility. Rutherford: Fairleigh Dickinson University Press. ISBN 978-0-8386-3553-7.
- Detre, Jean (1975). A most extraordinary pair: Mary Wollstonecraft and William Godwin., Garden City: Doubleday,
- Falco, Maria J., ур. (1996). Feminist Interpretations of Mary Wollstonecraft. University Park: Penn State Press. ISBN 978-0-271-01493-7.
- Favret, Mary (1993). Romantic Correspondence: Women, politics and the fiction of letters. Cambridge: Cambridge University Press. ISBN 978-0-521-41096-0.
- Furniss, Tom (2002). „Mary Wollstonecraft's French Revolution”.  Ур.: Claudia L. Johnson. The Cambridge Companion to Mary Wollstonecraft. Cambridge: Cambridge University Press. стр. 59—81. ISBN 978-0-521-78952-3.
- Halldenius, Lena (2015). Mary Wollstonecraft and Feminist Republicanism: Independence, Rights and the Experience of Unfreedom. London: Pickering & Chatto. ISBN 978-1-84893-536-5.
- Holmes, Richard (1985). „1968: Revolutions”. Footsteps: Adventures of a Romantic Biographer. Harper Perennial. ISBN 978-0-00-720453-3.. Hodder & Stoughton.
- Janes, R.M (1978). „On the Reception of Mary Wollstonecraft's A Vindication of the Rights of Woman”. Journal of the History of Ideas. 39 (2): 293—302. JSTOR 2708781. doi:10.2307/2708781..
- Johnson, Claudia L. (1995). Equivocal Beings: Politics, Gender, and Sentimentality in the 1790s. Chicago: University of Chicago Press. ISBN 978-0-226-40184-3.
- Jones, Chris (2002). „Mary Wollstonecraft's Vindications and Their Political Tradition”.  Ур.: Claudia L. Johnson. The Cambridge Companion to Mary Wollstonecraft. Cambridge: Cambridge University Press. ISBN 978-0-521-78952-3.
- Jones, Vivien (2002). „Mary Wollstonecraft and the literature of advice and instruction”.  Ур.: Claudia Johnson. The Cambridge Companion to Mary Wollstonecraft. Cambridge: Cambridge University Press. ISBN 978-0-521-78952-3.
- Kaplan, Cora (2002). „Mary Wollstonecraft's reception and legacies”.  Ур.: Claudia L. Johnson. The Cambridge Companion to Mary Wollstonecraft. Cambridge: Cambridge University Press. ISBN 978-0-521-78952-3.
- Kaplan, Cora (1986). „Pandora's Box: Subjectivity, Class and Sexuality in Socialist Feminist Criticism”. Sea Changes: Essays on Culture and Feminism. London: Verso. ISBN 978-0-86091-151-7.
- Kaplan, Cora (1986). „Wild Nights: Pleasure/Sexuality/Feminism”. Sea Changes: Essays on Culture and Feminism. London: Verso. ISBN 978-0-86091-151-7.
- Kelly, Gary (1992). Revolutionary Feminism: The Mind and Career of Mary Wollstonecraft. New York: St. Martin's. ISBN 978-0-312-12904-0.
- McElroy, Wendy (2008). „Wollstonecraft, Mary (1759–1797)”.  Ур.: Hamowy, Ronald. The Encyclopedia of Libertarianism. Thousand Oaks, CA: Sage Publications, Cato Institute. стр. 545—46. ISBN 978-1-4129-6580-4. LCCN 2008009151. OCLC 750831024. doi:10.4135/9781412965811.n331.
- Mellor, Anne K. (2002). „Mary Wollstonecraft's A Vindication of the Rights of Woman  and the women writers of her day”.  Ур.: Claudia L. Johnson. The Cambridge Companion to Mary Wollstonecraft. Cambridge: Cambridge University Press. стр. 141—159. ISBN 9780521789523. doi:10.1017/CCOL0521783437.009..
- Myers, Mitzi (1986). „Impeccable Governesses, Rational Dames, and Moral Mothers: Mary Wollstonecraft and the Female Tradition in Georgian Children's Books”. Children's Literature. 14: 31—59. doi:10.1353/chl.0.0638.
- Myers, Mitzi (1990). „Sensibility and the 'Walk of Reason': Mary Wollstonecraft's Literary Reviews as Cultural Critique”.  Ур.: Syndy McMillen Conger. Sensibility in Transformation: Creative Resistance to Sentiment from the Augustans to the Romantics. Rutherford: Fairleigh Dickinson University Press. ISBN 978-0-8386-3352-6.
- —. „Wollstonecraft's Letters Written ... in Sweden: Towards Romantic Autobiography”. Studies in Eighteenth-Century Culture. 8: 165—85. 1979. doi:10.1353/sec.1979.0009..
- Orr, Clarissa Campbell, ур. (1996). Wollstonecraft's daughters: womanhood in England and France, 1780–1920. Manchester: Manchester University Press ND.
- Poovey, Mary (1984). The Proper Lady and the Woman Writer: Ideology as Style in the Works of Mary Wollstonecraft, Mary Shelley and Jane Austen. Chicago: University of Chicago Press. ISBN 978-0-226-67528-2.
- Richardson, Alan (2002). „Mary Wollstonecraft on education”.  Ур.: Claudia Johnson. The Cambridge Companion to Mary Wollstonecraft. Cambridge: Cambridge University Press. ISBN 978-0-521-78952-3.
- Rossi, Alice (1988). The Feminist papers: from Adams to de Beauvoir. Northeastern..
- Sapiro, Virginia (1992). A Vindication of Political Virtue: The Political Theory of Mary Wollstonecraft. Chicago: University of Chicago Press. ISBN 978-0-226-73491-0.
- Taylor, Barbara (2003). Mary Wollstonecraft and the Feminist Imagination. Cambridge: Cambridge University Press. ISBN 978-0-521-66144-7.
- Todd, Janet (1980). Women's Friendship in Literature. New York: Columbia University Press. ISBN 978-0-231-04562-9.